# Лаймон Брюстер — Анджей Голота
Лаймон Брюстер — Анджей Голота — двенадцатираундовый боксёрский поединок в тяжёлой весовой категории за титул чемпиона мира по версии WBO, которым обладал Брюстер. Бой состоялся 21 мая 2005 года на базе спортивной арены United Center (Чикаго, штат Иллинойс, США).
Фаворитом в поединке считался претендент. Однако, за 53 секунды, которые продлился поединок Брюстер трижды отправлял Голоту в нокдаун, после последнего из которых рефери Джино Эрнандес остановил бой. В итоге, победа техническим нокаутом в 1-м раунде была присуждена Лаймону Брюстеру.

## Предыстория
Перед поединком Брюстер весил 101,6 кг, а его визави — 112,5 кг.

## Прогнозы
Такие боксёры как Кэлвин Брок, Артуро Гатти, Айк Кворти, Луис Коллазо, Роджер Мейвезер, а так же промоутер Седрик Кушнир были уверены в победе Анджея, при этом они не уточняли способ его победы. Их мнения частично разделили Майк Тайсон и Леннокс Льюис, которые предполагали, что Голота одержит победу техническим нокаутом. В то же время в победу Брюстера верили Дэваррил Уильямсон, предсказывая победу Брюстера техническим нокаутом или дисквалификацией, Оскар де ла Хойя также считал, что чемпион сможет победить техническим нокаутом, в то время как Кёртис Стивенс предполагал, что Брюстер способен нокаутировать соперника.
В букмекерских конторах наиболее вероятной считалась победа Голота, сделать ставку на его победу можно было из расчёта от 2 до 2,5 к 1 в его пользу.

Из выглядевшего, на первый взгляд, скучным поединка, в котором сойдутся бойцы, один из которых имеет проблемы с ментальной устойчивостью, а другой откровенно «левый» чемпион, может получиться взрывной бой. Как мне кажется, Лаймон Брюстер на сегодняшний день уже исчерпал свои запасы везения, и то, что парень он храбрый, во встрече с агрессивным боксёром, который выше его по уровню, силе и физическому развитию, ему не поможет. Если верить Анджею, то он не будет откладывать дело в долгий ящик, а уже с первых секунд начнёт прессинговать Брюстера. Как правило, у Лаймона практически такая же тактика, поэтому нас ожидают очень интересные первые раунды. Голота TKO 3-4.— Дэвид Айдахо, эксперт «ESPN»

## Андеркарт
В таблице перечислены результаты всех поединков боксёров.
В каждой строке указан результат поединка. Дополнительно номер поединка обозначен цветом, который обозначает итог поединка. Расшифровка обозначений и цветов представлена в нижеследующей таблице.
| Пример | Расшифровка                     |
| ------ | ------------------------------- |
|        | Победа                          |
|        | Ничья                           |
|        | Поражение                       |
|        | Планируемый поединок            |
|        | Поединок признан несостоявшимся |
| КО     | Нокаут                          |
| ТКО    | Технический нокаут              |
| PTS    | Решение судей (по очкам)        |
| UD     | Единогласное решение судей      |
| MD     | Решение большинства судей       |
| SD     | Раздельное решение судей        |
| RTD    | Отказ от продолжения боя        |
| DQ     | Дисквалификация                 |
| NC     | Поединок признан несостоявшимся |

| Боксёр                            | Итог боя  | Боксёр                        | Примечания                                                                             |
| --------------------------------- | --------- | ----------------------------- | -------------------------------------------------------------------------------------- |
| Томаш Адамек (28-0)               | MD12 (12) | Пол Бриггс (23-1)             | Поединок за вакантный титул чемпиона мира в полутяжёлом весе по версии WBC.            |
| Лаймон Брюстер (31-2)             | TKO1 (12) | Анджей Голота (38-5-1)        | Поединок за титул чемпиона мир в тяжёлом весе по версии WBO.                           |
| Карлос Мануэль Бальдомир (40-9-6) | UD12 (12) | Мигель Анхель Родригес (26-1) | Рейтинговый поединок в полусреднем весе.                                               |
| Алехандро Гарсия (23-1)           | TKO9 (12) | Роши Уэллс (18-1-2)           | Поединок-реванш за титул временного чемпиона мира в первом среднем весе по версии WBA. |
| Гильермо Джонс (31-3-2)           | TKO4 (10) | Кельвин Дэвис (21-2-1)        | Рейтинговый поединок в первом тяжёлом весе.                                            |
| Хенаро Гарсия (33-4)              | UD10 (10) | Хенаро Эспиноса (28-7)        | Рейтинговый поединок во втором легчайшем весе.                                         |
| Девон Александер (3-0)            | UD6 (6)   | Феликс Лора (6-1-2)           | Рейтинговый поединок в полусреднем весе.                                               |
| Джеймс Джонсон (1-0)              | TKO2 (4)  | Ларри Рассел (0-1)            | Рейтинговый поединок во втором среднем весе.                                           |